# Galax, Virginia
Galax är en stad (independent city) och countyfritt område i den amerikanska delstaten Virginia med en folkmängd som enligt United States Census Bureau uppgår till 7 042 invånare (2010).